# Volta a Burgos de 2017
A 39.ª edição da Volta a Burgos foi uma carreira de ciclismo de estrada por etapas que se celebrou na Espanha entre 1 e 5 de agosto de 2017 sobre um percurso de 760 quilómetros dividido em 5 etapas, com início na cidade de Burgos e final nas Lagoas de Neila.
A prova fez parte do UCI Europe Tour de 2017 dentro da categoria 2.hc (máxima categoria destes circuitos).
A carreira foi vencida pelo corredor espanhol Mikel Landa da equipa Team Sky, em segundo lugar Enric Mas (Quick-Step Floors) e em terceiro lugar David de la Cruz (Quick-Step Floors).

## Equipas participantes
Tomaram parte na carreira 18 equipas: 5 de categoria UCI ProTeam convidados pela organização; 11 de categoria Profissional Continental; e 2 de categoria Continental. Formando assim um pelotão de 138 ciclistas dos que acabaram 129. As equipas participantes foram:
| Equipes WorldTeam (5)- Movistar Team - Sky - Quick-Step Floors - Astana - Dimension Data Equipes profissionais Continentais (11)- Caja Rural-Seguros RGA - Delko Marseille Provence KTM - Sport Vlaanderen-Baloise - Gazprom-RusVelo - Manzana Postobón - Nippo-Vini Fantini - Roompot-Nederlandse Loterij - Fortuneo-Oscaro - Direct Énergie - Cofidis, Solutions Crédits - Aqua Blue Sport Equipes Continentais (2)- Burgos-BH - Euskadi Basque Country-Murias |
| |

## Percorrido
A Volta a Burgos dispôs de cinco etapas para um percurso total de 760 quilómetros, onde se contempla a ascensão de 13 portos de montanha: nove de Terça, um de Segunda, um de Primeira e duas Especiais. A Deputação de Burgos, entidade organizadora da carreira, tem desenhado uns percursos com a intenção de difundir e projectar ao exterior a riqueza patrimonial, natural e gastronómica que brinda a província de Burgos.
| Etapa | Data   | Percurso                                                           | type            | Distância (km) | Vencedor           | Líder geral |
| ----- | ------ | ------------------------------------------------------------------ | --------------- | -------------- | ------------------ | ----------- |
| 1     | 1 ago. | Burgos – Burgos                                                    | etapa escarpada | 151            | Mikel Landa        | Mikel Landa |
| 2     | 2 ago. | Oña – Belorado                                                     | etapa plana     | 153            | Matteo Trentin     | Mikel Landa |
| 3     | 3 ago. | Ojo Guareña – Espinosa de los Monteros                             | alta montanha   | 173            | Mikel Landa        | Mikel Landa |
| 4     | 4 ago. | Gumiel de Izán – Clunia                                            | etapa escarpada | 147            | Carlos Barbero     | Mikel Landa |
| 5     | 5 ago. | Comunero de Revenga – Parque natural das Lagoas Glaciares de Neila | alta montanha   | 136            | Miguel Ángel López | Mikel Landa |

## Desenvolvimento da carreira

### 1.ª etapa
| \| Classificação por etapas \| Classificação por etapas \| Classificação por etapas \| Classificação por etapas \| Classificação por etapas \| \| Ciclista \| Ciclista \| Equipe \| Tempo \| \| \| ------------------------ \| ------------------------ \| ----------------------------- \| ------------------------ \| ------------------------ \| \| 1. \| Mikel Landa \| Team Sky \| 3h25m58s \| \| \| 2. \| Serguei Chernetski \| Astana \| + 2s \| \| \| 3. \| Julian Alaphilippe \| Quick-Step Floors \| + 3s \| \| \| 4. \| Enric Mas \| Quick-Step Floors \| + 5s \| \| \| 5. \| Daniel Moreno \| Movistar Team \| + 7s \| \| \| 6. \| Carlos Barbero \| Movistar Team \| + 7s \| \| \| 7. \| Jetse Bol \| Manzana Postobón \| + 7s \| \| \| 8. \| Sjoerd van Ginneken \| Roompot-Nederlandse Loterij \| + 7s \| \| \| 9. \| Garikoitz Bravo \| Euskadi Basque Country-Murias \| + 7s \| \| \| 10. \| Mauro Finetto \| Delko-Marseille Provence-KTM \| + 7s \| \| |                     |                               |          |
| |                     |                               |          |
| |                     |                               |          |
| Classificação por etapas |                     |                               |          |
| Ciclista | Ciclista            | Equipe                        | Tempo    |
| 1. | Mikel Landa         | Team Sky                      | 3h25m58s |
| 2. | Serguei Chernetski  | Astana                        | + 2s     |
| 3. | Julian Alaphilippe  | Quick-Step Floors             | + 3s     |
| 4. | Enric Mas           | Quick-Step Floors             | + 5s     |
| 5. | Daniel Moreno       | Movistar Team                 | + 7s     |
| 6. | Carlos Barbero      | Movistar Team                 | + 7s     |
| 7. | Jetse Bol           | Manzana Postobón              | + 7s     |
| 8. | Sjoerd van Ginneken | Roompot-Nederlandse Loterij   | + 7s     |
| 9. | Garikoitz Bravo     | Euskadi Basque Country-Murias | + 7s     |
| 10. | Mauro Finetto       | Delko-Marseille Provence-KTM  | + 7s     |

| \| Classificação geral \| Classificação geral \| Classificação geral \| Classificação geral \| Classificação geral \| \| Ciclista \| Ciclista \| Equipe \| Tempo \| \| \| ------------------- \| ------------------- \| ----------------------------- \| ------------------- \| ------------------- \| \| 1. \| Mikel Landa \| Team Sky \| 3h25m58s \| \| \| 2. \| Serguei Chernetski \| Astana \| + 2s \| \| \| 3. \| Julian Alaphilippe \| Quick-Step Floors \| + 3s \| \| \| 4. \| Enric Mas \| Quick-Step Floors \| + 5s \| \| \| 5. \| Daniel Moreno \| Movistar Team \| + 7s \| \| \| 6. \| Carlos Barbero \| Movistar Team \| + 7s \| \| \| 7. \| Jetse Bol \| Manzana Postobón \| + 7s \| \| \| 8. \| Sjoerd van Ginneken \| Roompot-Nederlandse Loterij \| + 7s \| \| \| 9. \| Garikoitz Bravo \| Euskadi Basque Country-Murias \| + 7s \| \| \| 10. \| Mauro Finetto \| Delko-Marseille Provence-KTM \| + 7s \| \| |                     |                               |          |
| |                     |                               |          |
| |                     |                               |          |
| Classificação geral |                     |                               |          |
| Ciclista | Ciclista            | Equipe                        | Tempo    |
| 1. | Mikel Landa         | Team Sky                      | 3h25m58s |
| 2. | Serguei Chernetski  | Astana                        | + 2s     |
| 3. | Julian Alaphilippe  | Quick-Step Floors             | + 3s     |
| 4. | Enric Mas           | Quick-Step Floors             | + 5s     |
| 5. | Daniel Moreno       | Movistar Team                 | + 7s     |
| 6. | Carlos Barbero      | Movistar Team                 | + 7s     |
| 7. | Jetse Bol           | Manzana Postobón              | + 7s     |
| 8. | Sjoerd van Ginneken | Roompot-Nederlandse Loterij   | + 7s     |
| 9. | Garikoitz Bravo     | Euskadi Basque Country-Murias | + 7s     |
| 10. | Mauro Finetto       | Delko-Marseille Provence-KTM  | + 7s     |

### 2.ª etapa
| \| Classificação por etapas \| Classificação por etapas \| Classificação por etapas \| Classificação por etapas \| Classificação por etapas \| \| Ciclista \| Ciclista \| Equipe \| Tempo \| \| \| ------------------------ \| ------------------------ \| --------------------------- \| ------------------------ \| ------------------------ \| \| 1. \| Matteo Trentin \| Quick-Step Floors \| 3h38m54s \| \| \| 2. \| Adam Blythe \| Aqua Blue Sport \| + 0s \| \| \| 3. \| Tim Ariesen \| Roompot-Nederlandse Loterij \| + 0s \| \| \| 4. \| Romain Cardis \| Direct Énergie \| + 0s \| \| \| 5. \| Pierpaolo De Negri \| Nippo-Vini Fantini \| + 0s \| \| \| 6. \| Raymond Kreder \| Roompot-Nederlandse Loterij \| + 0s \| \| \| 7. \| Armindo Fonseca \| Fortuneo-Oscaro \| + 0s \| \| \| 8. \| Eduard Prades \| Caja Rural-Seguros RGA \| + 0s \| \| \| 9. \| Christophe Noppe \| Sport Vlaanderen-Baloise \| + 0s \| \| \| 10. \| Aaron Gate \| Aqua Blue Sport \| + 0s \| \| |                    |                             |          |
| |                    |                             |          |
| |                    |                             |          |
| Classificação por etapas |                    |                             |          |
| Ciclista | Ciclista           | Equipe                      | Tempo    |
| 1. | Matteo Trentin     | Quick-Step Floors           | 3h38m54s |
| 2. | Adam Blythe        | Aqua Blue Sport             | + 0s     |
| 3. | Tim Ariesen        | Roompot-Nederlandse Loterij | + 0s     |
| 4. | Romain Cardis      | Direct Énergie              | + 0s     |
| 5. | Pierpaolo De Negri | Nippo-Vini Fantini          | + 0s     |
| 6. | Raymond Kreder     | Roompot-Nederlandse Loterij | + 0s     |
| 7. | Armindo Fonseca    | Fortuneo-Oscaro             | + 0s     |
| 8. | Eduard Prades      | Caja Rural-Seguros RGA      | + 0s     |
| 9. | Christophe Noppe   | Sport Vlaanderen-Baloise    | + 0s     |
| 10. | Aaron Gate         | Aqua Blue Sport             | + 0s     |

| \| Classificação geral \| Classificação geral \| Classificação geral \| Classificação geral \| Classificação geral \| \| Ciclista \| Ciclista \| Equipe \| Tempo \| \| \| ------------------- \| ------------------- \| -------------------------- \| ------------------- \| ------------------- \| \| 1. \| Mikel Landa \| Team Sky \| 7h04m52s \| \| \| 2. \| Serguei Chernetski \| Astana \| + 2s \| \| \| 3. \| Julian Alaphilippe \| Quick-Step Floors \| + 3s \| \| \| 4. \| Enric Mas \| Quick-Step Floors \| + 5s \| \| \| 5. \| Pierpaolo De Negri \| Nippo-Vini Fantini \| + 7s \| \| \| 6. \| Jetse Bol \| Manzana Postobón \| + 7s \| \| \| 7. \| Jonas Van Genechten \| Cofidis, Solutions Crédits \| + 7s \| \| \| 8. \| Carlos Barbero \| Movistar Team \| + 7s \| \| \| 9. \| Fabien Grellier \| Direct Énergie \| + 7s \| \| \| 10. \| Merhawi Kudus \| Dimension Data \| + 7s \| \| |                     |                            |          |
| |                     |                            |          |
| |                     |                            |          |
| Classificação geral |                     |                            |          |
| Ciclista | Ciclista            | Equipe                     | Tempo    |
| 1. | Mikel Landa         | Team Sky                   | 7h04m52s |
| 2. | Serguei Chernetski  | Astana                     | + 2s     |
| 3. | Julian Alaphilippe  | Quick-Step Floors          | + 3s     |
| 4. | Enric Mas           | Quick-Step Floors          | + 5s     |
| 5. | Pierpaolo De Negri  | Nippo-Vini Fantini         | + 7s     |
| 6. | Jetse Bol           | Manzana Postobón           | + 7s     |
| 7. | Jonas Van Genechten | Cofidis, Solutions Crédits | + 7s     |
| 8. | Carlos Barbero      | Movistar Team              | + 7s     |
| 9. | Fabien Grellier     | Direct Énergie             | + 7s     |
| 10. | Merhawi Kudus       | Dimension Data             | + 7s     |

### 3.ª etapa
| \| Classificação por etapas \| Classificação por etapas \| Classificação por etapas \| Classificação por etapas \| Classificação por etapas \| \| Ciclista \| Ciclista \| Equipe \| Tempo \| \| \| ------------------------ \| ------------------------ \| ------------------------ \| ------------------------ \| ------------------------ \| \| 1. \| Mikel Landa \| Team Sky \| 4h36m40s \| \| \| 2. \| David de la Cruz \| Quick-Step Floors \| + 9s \| \| \| 3. \| Enric Mas \| Quick-Step Floors \| + 41s \| \| \| 4. \| Jaime Rosón \| Caja Rural-Seguros RGA \| + 47s \| \| \| 5. \| Miguel Ángel López \| Astana \| + 55s \| \| \| 6. \| Igor Antón \| Dimension Data \| + 1m06s \| \| \| 7. \| Merhawi Kudus \| Dimension Data \| + 1m24s \| \| \| 8. \| Gianni Moscon \| Team Sky \| + 1m27s \| \| \| 9. \| Jetse Bol \| Manzana Postobón \| + 1m33s \| \| \| 10. \| Sergio Pardilla \| Caja Rural-Seguros RGA \| + 1m34s \| \| |                    |                        |          |
| |                    |                        |          |
| |                    |                        |          |
| Classificação por etapas |                    |                        |          |
| Ciclista | Ciclista           | Equipe                 | Tempo    |
| 1. | Mikel Landa        | Team Sky               | 4h36m40s |
| 2. | David de la Cruz   | Quick-Step Floors      | + 9s     |
| 3. | Enric Mas          | Quick-Step Floors      | + 41s    |
| 4. | Jaime Rosón        | Caja Rural-Seguros RGA | + 47s    |
| 5. | Miguel Ángel López | Astana                 | + 55s    |
| 6. | Igor Antón         | Dimension Data         | + 1m06s  |
| 7. | Merhawi Kudus      | Dimension Data         | + 1m24s  |
| 8. | Gianni Moscon      | Team Sky               | + 1m27s  |
| 9. | Jetse Bol          | Manzana Postobón       | + 1m33s  |
| 10. | Sergio Pardilla    | Caja Rural-Seguros RGA | + 1m34s  |

| \| Classificação geral \| Classificação geral \| Classificação geral \| Classificação geral \| Classificação geral \| \| Ciclista \| Ciclista \| Equipe \| Tempo \| \| \| ------------------- \| ------------------- \| ---------------------- \| ------------------- \| ------------------- \| \| 1. \| Mikel Landa \| Team Sky \| 11h41m32s \| \| \| 2. \| David de la Cruz \| Quick-Step Floors \| + 27s \| \| \| 3. \| Enric Mas \| Quick-Step Floors \| + 46s \| \| \| 4. \| Jaime Rosón \| Caja Rural-Seguros RGA \| + 54s \| \| \| 5. \| Miguel Ángel López \| Astana \| + 1m02s \| \| \| 6. \| Igor Antón \| Dimension Data \| + 1m13s \| \| \| 7. \| Merhawi Kudus \| Dimension Data \| + 1m31s \| \| \| 8. \| Gianni Moscon \| Team Sky \| + 1m34s \| \| \| 9. \| Jetse Bol \| Manzana Postobón \| + 1m40s \| \| \| 10. \| Serguei Chernetski \| Astana \| + 1m42s \| \| |                    |                        |           |
| |                    |                        |           |
| |                    |                        |           |
| Classificação geral |                    |                        |           |
| Ciclista | Ciclista           | Equipe                 | Tempo     |
| 1. | Mikel Landa        | Team Sky               | 11h41m32s |
| 2. | David de la Cruz   | Quick-Step Floors      | + 27s     |
| 3. | Enric Mas          | Quick-Step Floors      | + 46s     |
| 4. | Jaime Rosón        | Caja Rural-Seguros RGA | + 54s     |
| 5. | Miguel Ángel López | Astana                 | + 1m02s   |
| 6. | Igor Antón         | Dimension Data         | + 1m13s   |
| 7. | Merhawi Kudus      | Dimension Data         | + 1m31s   |
| 8. | Gianni Moscon      | Team Sky               | + 1m34s   |
| 9. | Jetse Bol          | Manzana Postobón       | + 1m40s   |
| 10. | Serguei Chernetski | Astana                 | + 1m42s   |

### 4.ª etapa
| \| Classificação por etapas \| Classificação por etapas \| Classificação por etapas \| Classificação por etapas \| Classificação por etapas \| \| Ciclista \| Ciclista \| Equipe \| Tempo \| \| \| ------------------------ \| ------------------------ \| ---------------------------- \| ------------------------ \| ------------------------ \| \| 1. \| Carlos Barbero \| Movistar Team \| 3h19m19s \| \| \| 2. \| Gianni Moscon \| Team Sky \| + 0s \| \| \| 3. \| Julian Alaphilippe \| Quick-Step Floors \| + 0s \| \| \| 4. \| Mauro Finetto \| Delko-Marseille Provence-KTM \| + 3s \| \| \| 5. \| Merhawi Kudus \| Dimension Data \| + 3s \| \| \| 6. \| Matteo Trentin \| Quick-Step Floors \| + 3s \| \| \| 7. \| Jonas Van Genechten \| Cofidis, Solutions Crédits \| + 3s \| \| \| 8. \| Eduard Prades \| Caja Rural-Seguros RGA \| + 3s \| \| \| 9. \| Eliot Lietaer \| Sport Vlaanderen-Baloise \| + 3s \| \| \| 10. \| Daniel Moreno \| Movistar Team \| + 3s \| \| |                     |                              |          |
| |                     |                              |          |
| |                     |                              |          |
| Classificação por etapas |                     |                              |          |
| Ciclista | Ciclista            | Equipe                       | Tempo    |
| 1. | Carlos Barbero      | Movistar Team                | 3h19m19s |
| 2. | Gianni Moscon       | Team Sky                     | + 0s     |
| 3. | Julian Alaphilippe  | Quick-Step Floors            | + 0s     |
| 4. | Mauro Finetto       | Delko-Marseille Provence-KTM | + 3s     |
| 5. | Merhawi Kudus       | Dimension Data               | + 3s     |
| 6. | Matteo Trentin      | Quick-Step Floors            | + 3s     |
| 7. | Jonas Van Genechten | Cofidis, Solutions Crédits   | + 3s     |
| 8. | Eduard Prades       | Caja Rural-Seguros RGA       | + 3s     |
| 9. | Eliot Lietaer       | Sport Vlaanderen-Baloise     | + 3s     |
| 10. | Daniel Moreno       | Movistar Team                | + 3s     |

| \| Classificação geral \| Classificação geral \| Classificação geral \| Classificação geral \| Classificação geral \| \| Ciclista \| Ciclista \| Equipe \| Tempo \| \| \| ------------------- \| ------------------- \| ---------------------- \| ------------------- \| ------------------- \| \| 1. \| Mikel Landa \| Team Sky \| 15h01m00s \| \| \| 2. \| David de la Cruz \| Quick-Step Floors \| + 27s \| \| \| 3. \| Enric Mas \| Quick-Step Floors \| + 46s \| \| \| 4. \| Jaime Rosón \| Caja Rural-Seguros RGA \| + 54s \| \| \| 5. \| Miguel Ángel López \| Astana \| + 1m02s \| \| \| 6. \| Igor Antón \| Dimension Data \| + 1m13s \| \| \| 7. \| Merhawi Kudus \| Dimension Data \| + 1m31s \| \| \| 8. \| Gianni Moscon \| Team Sky \| + 1m31s \| \| \| 9. \| Jetse Bol \| Manzana Postobón \| + 1m40s \| \| \| 10. \| Serguei Chernetski \| Astana \| + 1m42s \| \| |                    |                        |           |
| |                    |                        |           |
| |                    |                        |           |
| Classificação geral |                    |                        |           |
| Ciclista | Ciclista           | Equipe                 | Tempo     |
| 1. | Mikel Landa        | Team Sky               | 15h01m00s |
| 2. | David de la Cruz   | Quick-Step Floors      | + 27s     |
| 3. | Enric Mas          | Quick-Step Floors      | + 46s     |
| 4. | Jaime Rosón        | Caja Rural-Seguros RGA | + 54s     |
| 5. | Miguel Ángel López | Astana                 | + 1m02s   |
| 6. | Igor Antón         | Dimension Data         | + 1m13s   |
| 7. | Merhawi Kudus      | Dimension Data         | + 1m31s   |
| 8. | Gianni Moscon      | Team Sky               | + 1m31s   |
| 9. | Jetse Bol          | Manzana Postobón       | + 1m40s   |
| 10. | Serguei Chernetski | Astana                 | + 1m42s   |

### 5.ª etapa
| \| Classificação por etapas \| Classificação por etapas \| Classificação por etapas \| Classificação por etapas \| Classificação por etapas \| \| Ciclista \| Ciclista \| Equipe \| Tempo \| \| \| ------------------------ \| ------------------------ \| ---------------------------- \| ------------------------ \| ------------------------ \| \| 1. \| Miguel Ángel López \| Astana \| 3h11m42s \| \| \| 2. \| Enric Mas \| Quick-Step Floors \| + 5s \| \| \| 3. \| Mikel Landa \| Team Sky \| + 11s \| \| \| 4. \| David de la Cruz \| Quick-Step Floors \| + 30s \| \| \| 5. \| Jaime Rosón \| Caja Rural-Seguros RGA \| + 35s \| \| \| 6. \| Igor Antón \| Dimension Data \| + 35s \| \| \| 7. \| Daniel Moreno \| Movistar Team \| + 37s \| \| \| 8. \| Serguei Chernetski \| Astana \| + 48s \| \| \| 9. \| Ángel Madrazo \| Delko-Marseille Provence-KTM \| + 1m01s \| \| \| 10. \| Eliot Lietaer \| Sport Vlaanderen-Baloise \| + 1m01s \| \| |                    |                              |          |
| |                    |                              |          |
| |                    |                              |          |
| Classificação por etapas |                    |                              |          |
| Ciclista | Ciclista           | Equipe                       | Tempo    |
| 1. | Miguel Ángel López | Astana                       | 3h11m42s |
| 2. | Enric Mas          | Quick-Step Floors            | + 5s     |
| 3. | Mikel Landa        | Team Sky                     | + 11s    |
| 4. | David de la Cruz   | Quick-Step Floors            | + 30s    |
| 5. | Jaime Rosón        | Caja Rural-Seguros RGA       | + 35s    |
| 6. | Igor Antón         | Dimension Data               | + 35s    |
| 7. | Daniel Moreno      | Movistar Team                | + 37s    |
| 8. | Serguei Chernetski | Astana                       | + 48s    |
| 9. | Ángel Madrazo      | Delko-Marseille Provence-KTM | + 1m01s  |
| 10. | Eliot Lietaer      | Sport Vlaanderen-Baloise     | + 1m01s  |

## Classificações finais
- As classificações finalizaram da seguinte forma:[8]

### Classificação geral
| \| Classificação geral \| Classificação geral \| Classificação geral \| Classificação geral \| Classificação geral \| \| Ciclista \| Ciclista \| Equipe \| Tempo \| \| \| ------------------- \| ------------------- \| ---------------------- \| ------------------- \| ------------------- \| \| 1. \| Mikel Landa \| Team Sky \| 18h12m47s \| \| \| 2. \| Enric Mas \| Quick-Step Floors \| + 40s \| \| \| 3. \| David de la Cruz \| Quick-Step Floors \| + 46s \| \| \| 4. \| Miguel Ángel López \| Astana \| + 51s \| \| \| 5. \| Jaime Rosón \| Caja Rural-Seguros RGA \| + 1m18s \| \| \| 6. \| Igor Antón \| Dimension Data \| + 1m37s \| \| \| 7. \| Daniel Moreno \| Movistar Team \| + 2m13s \| \| \| 8. \| Serguei Chernetski \| Astana \| + 2m19s \| \| \| 9. \| Merhawi Kudus \| Dimension Data \| + 2m40s \| \| \| 10. \| Jetse Bol \| Manzana Postobón \| + 2m49s \| \| |                    |                        |           |
| |                    |                        |           |
| Fonte: ProCyclingStats |                    |                        |           |
| Classificação geral |                    |                        |           |
| Ciclista | Ciclista           | Equipe                 | Tempo     |
| 1. | Mikel Landa        | Team Sky               | 18h12m47s |
| 2. | Enric Mas          | Quick-Step Floors      | + 40s     |
| 3. | David de la Cruz   | Quick-Step Floors      | + 46s     |
| 4. | Miguel Ángel López | Astana                 | + 51s     |
| 5. | Jaime Rosón        | Caja Rural-Seguros RGA | + 1m18s   |
| 6. | Igor Antón         | Dimension Data         | + 1m37s   |
| 7. | Daniel Moreno      | Movistar Team          | + 2m13s   |
| 8. | Serguei Chernetski | Astana                 | + 2m19s   |
| 9. | Merhawi Kudus      | Dimension Data         | + 2m40s   |
| 10. | Jetse Bol          | Manzana Postobón       | + 2m49s   |

## Evolução das classificações
| Etapa (Vencedor)               | Classificação geral | Classificação por pontos | Classificação da montanha | Classificação das metas volantes | Classificação por equipas |
| ------------------------------ | ------------------- | ------------------------ | ------------------------- | -------------------------------- | ------------------------- |
| 1.ª etapa (Mikel Landa)        | Mikel Landa         | Mikel Landa              | Mikel Landa               | Benjamin King                    | Sky                       |
| 2.ª etapa (Matteo Trentin)     | Mikel Landa         | Mikel Landa              | Daniel Díaz               | Benjamin King                    | Sky                       |
| 3.ª etapa (Mikel Landa)        | Mikel Landa         | Mikel Landa              | Mikel Landa               | Benjamin King                    | Astana                    |
| 4.ª etapa (Carlos Barbero)     | Mikel Landa         | Mikel Landa              | Mikel Landa               | Benjamin King                    | Astana                    |
| 5.ª etapa (Miguel Ángel López) | Mikel Landa         | Mikel Landa              | Mikel Landa               | Benjamin King                    | Astana                    |
| Final                          | Mikel Landa         | Mikel Landa              | Mikel Landa               | Benjamin King                    | Astana                    |

## UCI World Ranking
A Volta a Burgos outorga pontos para o UCI Europe Tour de 2017 e o UCI World Ranking, este último para corredores das equipas nas categorias UCI ProTeam, Profissional Continental e Equipas Continentais. A seguinte tabela são o barómetro de pontuação e os corredores que obtiveram pontos:
| Posição             | 1.ª | 2.ª | 3.ª | 4.ª | 5.ª | 6.ª | 7.ª | 8.ª | 9.ª | 10.ª |
| Classificação geral | 200 | 150 | 125 | 100 | 85  | 70  | 60  | 50  | 40  | 35   |
| Por etapa           | 20  | 10  | 5   |     |     |     |     |     |     |      |
| Líder               | 5   |     |     |     |     |     |     |     |     |      |

| Classificação | Classificação      | Classificação          | Classificação | Classificação | Classificação | Classificação |
| Posição       | Ciclista           | Equipa                 | Geral         | Etapa         | Líder         | Total         |
| ------------- | ------------------ | ---------------------- | ------------- | ------------- | ------------- | ------------- |
| 1.º           | Mikel Landa        | Sky                    | 200           | 45            | 20            | 265           |
| 2.º           | Enric Mas          | Quick-Step Floors      | 150           | 15            | -             | 165           |
| 3.º           | David de la Cruz   | Quick-Step Floors      | 125           | 10            | -             | 135           |
| 4.º           | Miguel Ángel López | Astana                 | 100           | 20            | -             | 120           |
| 5.º           | Jaime Rosón        | Caja Rural-Seguros RGA | 85            | -             | -             | 85            |
| 6.º           | Igor Antón         | Dimension Data         | 70            | -             | -             | 70            |
| 7.º           | Daniel Moreno      | Movistar               | 60            | -             | -             | 60            |
| 8.º           | Sergei Chernetski  | Astana                 | 50            | 10            | -             | 60            |
| 9.º           | Merhawi Kudus      | Dimension Data         | 40            | -             | -             | 40            |
| 10.º          | Jetse Bol          | Manzana Postobón       | 35            | -             | -             | 35            |